# پل‌های شکسته
پل‌های شکسته (به انگلیسی: Broken Bridges) فیلمی محصول سال ۲۰۰۶ و به کارگردانی استیون گلدمن است. در این فیلم بازیگرانی همچون توبی کیت، کلی پرستون، لیندزی هائون، برت رینولدز، ویلی نلسون و جاش هندرسون ایفای نقش کرده‌اند.